# Karloman II
Karloman II (ur. w 866, zm. 12 grudnia 884) – król Franków Zachodnich od 879 r., do 882 r. współrządził z bratem Ludwikiem III. Był młodszym synem króla Ludwika II Jąkały i jego pierwszej żony, Ansgardy Burgundzkiej, córki hrabiego Harduina.

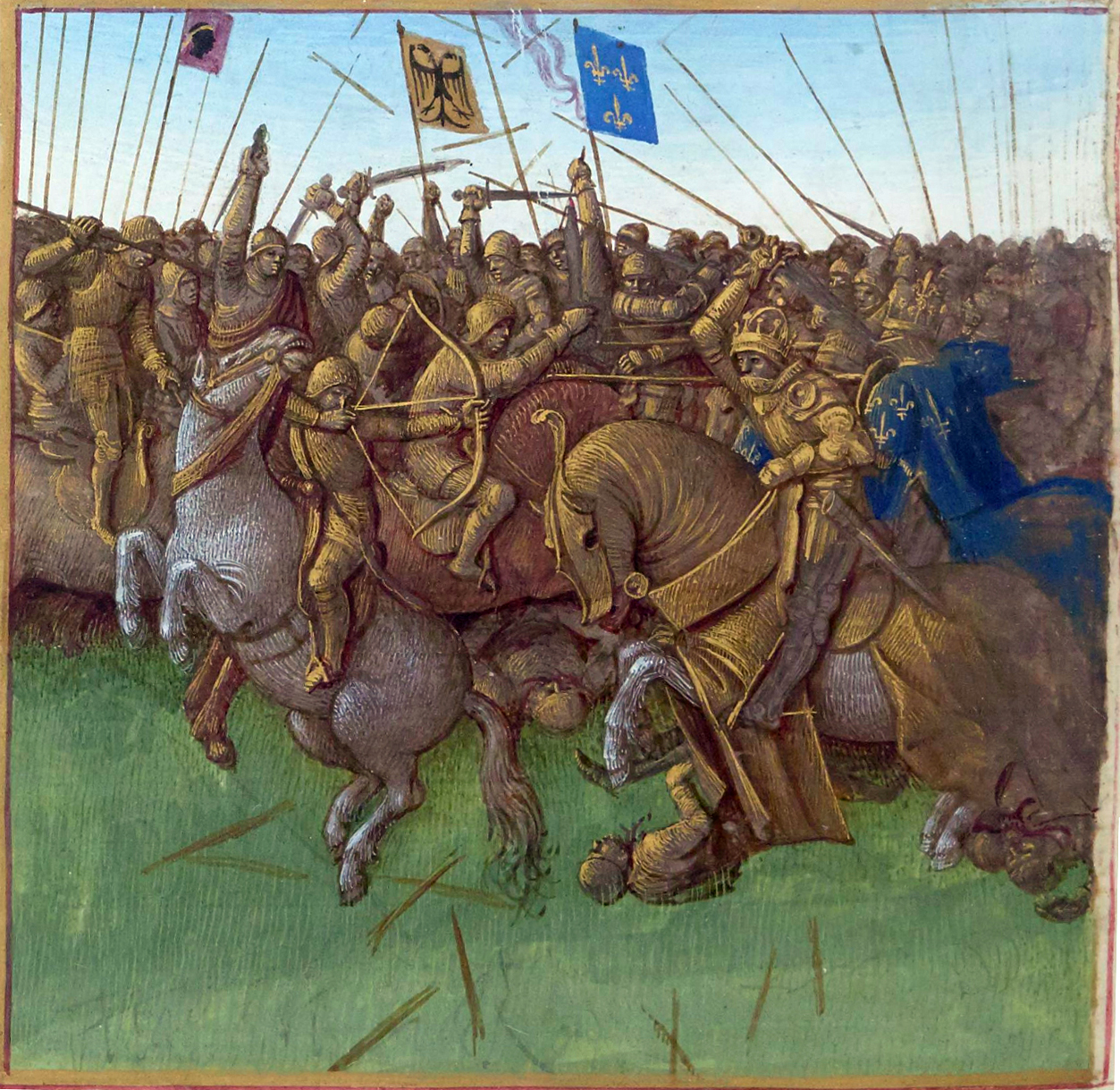
Ludwik III i Karloman II pokonują wikingów, rysunek z XV w.

Ojciec Karlomana zmarł podczas wyprawy przeciwko wikingom w 879 r. Karloman i Ludwik III zostali razem okrzyknięci królami, aczkolwiek niektórzy możni woleli wybór tylko jednego monarchy. W marcu 880 r. dokonali podziału państwa. Karlomanowi przypadła Burgundia i Akwitania.
Tymczasem przeciwko Ludwikowi i Karlomanowi zbuntował się książę Boso, który w lipcu 879 r. ogłosił się niezależnym królem Prowansji. Latem 880 r. bracia ruszyli przeciwko buntownikowi i zajęli Mâcon oraz północną część posiadłości Bosona. Następnie połączyli swoje siły z królem wschodniofrankijskim Karolem Otyłym i w sierpniu 880 r. oblegli Vienne. Oblężenie trwało do listopada, ale nie przyniosło sukcesu. Vienne zostało zdobyte dopiero latem 882 r. przez Ryszarda, hrabiego Autun.
W sierpniu 882 r. zmarł Ludwik III i Karloman został jedynym królem Franków Zachodnich. Królestwo znajdowało się jednak w złym stanie, osłabiane samowolą możnowładców i najazdami wikingów. Władza królewska natomiast słabła coraz bardziej.
Karloman zmarł podczas polowania 12 grudnia 884 r. Jego następcą został jego kuzyn, Karol Otyły.